# AC (álbum)
AC (estilizado como #AC) é o sexto álbum em estúdio da cantora e compositora Ana Carolina, lançado em 25 de fevereiro de 2013 pela Sony Music Brasil.

## Contexto
Quatro anos após o lançamento de seu último álbum em estúdio, N9ve, Ana Carolina lançará #AC em julho de 2013 . O álbum foi gravado em Los Angeles em 2012 . Pela primeira vez a cantora usou um vestido na capa de um álbum.
Estava na hora de mudar. Sair do terninho preto e violão. O álbum é uma coisa tão nova que queríamos mostrar isso através da capa. Para fazer as fotos, engoli muita água e tive dor de ouvido, mas valeu a pena. Não gostaria de depender da minha vestimenta para fazer um show arrebatador ou colocar um vestido colante, com os seios aparecendo, para vender mais. Posso fazer um show de terninho e segurar do início ao fim. Não uso saia, não canto axé e sou estourada— Ana Carolina, em entrevista ao jornalista Bruno Astuto
Em dezembro de 2012 Ana tem sua primeira experiência como direção de um videoclipe, dirigindo e contracenando em sua piscina o vídeo para a canção "Un Sueño Bajo El Agua", primeira música inédita para um novo álbum que a cantora pretende lançar até o meio de 2013. No início deste ano a cantora faz participação em nova música do cantor Alejandro Sanz, com gravações do videoclipe realizadas no Brasil. No final de abril de 2013, a canção inédita "Luz Acesa" foi incluída na trilha sonora da novela Flor do Caribe, televisionada pela Rede Globo. Paralelamente, foi lançado na internet o videoclipe de outra canção inédita, "Leveza de Valsa". O videoclipe fora gravado nas ruas do Centro do Rio de Janeiro e foi a segunda experiência da cantora na direção de um videoclipe. As canções também serão inclusas no próximo álbum da cantora.
Em 15 de maio de 2013, em sua página oficial no Facebook, a cantora confirmou que o álbum estava pronto, e que seu nome será "#AC". No mesmo dia foi anunciado um dueto entre Ana Carolina e Chico Buarque, na canção "Resposta da Rita". A notícia também foi divulgada pelo jornalista Ancelmo Gois  No mesmo dia, uma canção do mesmo álbum, intitulada "Combustível", foi tocada na rádio JB FM. Além das músicas já confirmadas que estarão no álbum, a canção "Un sueño bajo el agua" estará também inclusa no repertório. Em 16 de maio, a cantora confirmou em seu Facebook oficial que a canção "Combustível" será um dos singles do álbum.
Em 18 de maio, o jornalista Bruno Astuto confirmou a capa e o nome de mais algumas canções do álbum: "Libido", "Pole Dance" e "Bang Bang 2". No dia 20 de maio, o álbum foi disponibilizado oficialmente no programa iTunes para pré-venda.
Em um show na Fundição Progresso, no Rio de Janeiro, a cantora divulgou a capa por via de uma projeção no cenário e confirmou que a canção "Combustível" estará presente na trilha sonora da novela Amor à Vida. Em 22 de maio, a música foi divulgada em sua íntegra com um vídeo no YouTube.
Originalmente planejado para ser lançado em junho de 2013, o álbum finalmente foi lançado no início de julho do mesmo ano, devido à questões editorias relativas à faixa "Libido".
Recentemente foi confirmado que no final do ano, Ana começará uma série de concertos musicais promovendo o álbum e antigos sucessos.
Em 10 de dezembro de 2013, a versão deluxe do álbum foi lançada no site iTunes. Essa versão não traz a faixa bônus Libido, porém traz dois videoclipes novos do álbum: o de Combustível e o de Resposta da Rita.
Foi confirmado no final de janeiro de 2014 que o quinto single do álbum seria Libido, que contaria com um videoclipe a ser lançado no dia 27 daquele mesmo mês.
Uma nova versão do álbum foi lançada em fevereiro de 2014, incluindo a regravação da célebre "Eu Sei Que Vou Te Amar", de Tom Jobim. A mesma canção foi usada como tema de abertura da telenovela Em Família.
No final de Setembro de 2014, a cantora recebe uma indicação por seu disco #AC nos Grammys Latinos, na categoria Melhor Álbum de Pop Contemporâneo Brasileiro, após 7 anos sem receber nenhuma indicação (a última foi Rosas em 2007, por Melhor Canção Brasileira).

## Lista de faixas
Todas as músicas do álbum (exceto Eu Sei Que Vou Te Amar, esta sendo de Tom Jobim e Vinícius de Moraes) foram compostas por Ana e um parceiro. As faixas e suas durações foram divulgadas no dia 20 de maio de 2013 no iTunes. A versão física do álbum conta ainda com a faixa "Libido". A faixa "Resposta da Rita" é uma resposta bem humorada à canção "A Rita", de Chico Buarque, lançada originalmente em seu primeiro álbum, datado de 1966. O próprio Chico Buarque faz uma participação nessa releitura, cantando trechos após a voz de Ana Carolina.
| #AC – Edição padrão |                                                                 |                                        |                                     |         |  |
| N.º                 | Título                                                          | Compositor(es)                         | Produtor(es)                        | Duração |  |
| 1.                  | "Pole Dance"                                                    | Ana Carolina Edu Krieger               | Ana Carolina Alê Siqueira           | 3:17    |  |
| 2.                  | "Esperta"                                                       | A. Carolina Chiara Civello Krieger     | A. Carolina Siqueira                | 2:13    |  |
| 3.                  | "Libido"                                                        | A. Carolina Krieger                    | A. Carolina Siqueira                | 3:19    |  |
| 4.                  | "Combustível"                                                   | A. Carolina Krieger                    | A. Carolina Siqueira                | 3:39    |  |
| 5.                  | "Resposta da Rita" (participação especial: Chico Buarque)       | A. Carolina Krieger                    | A. Carolina Siqueira                | 2:20    |  |
| 6.                  | "Pelo iPhone"                                                   | A. Carolina Antônio Villeroy           | A. Carolina Siqueira                | 3:27    |  |
| 7.                  | "Mais Forte"                                                    | A. Carolina Civello Tony Burgano       | A. Carolina Siqueira                | 3:18    |  |
| 8.                  | "Bang Bang 2"                                                   | A. Carolina R. Pitta                   | A. Carolina Siqueira                | 3:30    |  |
| 9.                  | "Canção Pra Ti"                                                 | A. Carolina Moreno Veloso Carlos Rennó | A. Carolina Siqueira                | 3:46    |  |
| 10.                 | "Un Sueño Bajo el Agua" (participação especial: Chiara Civello) | A. Carolina Civello                    | A. Carolina Chiara Civello Siqueira | 3:16    |  |

| #AC – Faixas bônus da edição padrão |                                                   |                      |                      |         |  |
| N.º                                 | Título                                            | Compositor(es)       | Produtor(es)         | Duração |  |
| 11.                                 | "Luz Acesa"                                       | A. Carolina Villeroy | A. Carolina Siqueira | 3:33    |  |
| 12.                                 | "Leveza de Valsa" (participação especial: Guinga) | A. Carolina Guinga   | A. Carolina          | 3:52    |  |

| #AC – Reedição de 2014 |                          |                              |              |         |  |
| N.º                    | Título                   | Compositor(es)               | Produtor(es) | Duração |  |
| 13.                    | "Eu Sei que Vou Te Amar" | Vinícius de Moraes Tom Jobim | José Milton  | 3:16    |  |

### Edição digital
| #AC – Edição digital |                                                                 |                                        |                                     |         |  |
| N.º                  | Título                                                          | Compositor(es)                         | Produtor(es)                        | Duração |  |
| 1.                   | "Pole Dance"                                                    | Ana Carolina Edu Krieger               | Ana Carolina Alê Siqueira           | 3:17    |  |
| 2.                   | "Esperta"                                                       | A. Carolina Chiara Civello Krieger     | A. Carolina Siqueira                | 2:13    |  |
| 3.                   | "Combustível"                                                   | A. Carolina Krieger                    | A. Carolina Siqueira                | 3:39    |  |
| 4.                   | "Resposta da Rita" (participação especial: Chico Buarque)       | A. Carolina Krieger                    | A. Carolina Siqueira                | 2:20    |  |
| 5.                   | "Pelo iPhone"                                                   | A. Carolina Antônio Villeroy           | A. Carolina Siqueira                | 3:27    |  |
| 6.                   | "Mais Forte"                                                    | A. Carolina Civello Tony Burgano       | A. Carolina Siqueira                | 3:18    |  |
| 7.                   | "Bang Bang 2"                                                   | A. Carolina R. Pitta                   | A. Carolina Siqueira                | 3:30    |  |
| 8.                   | "Canção Pra Ti"                                                 | A. Carolina Moreno Veloso Carlos Rennó | A. Carolina Siqueira                | 3:46    |  |
| 9.                   | "Un Sueño Bajo el Agua" (participação especial: Chiara Civello) | A. Carolina Civello                    | A. Carolina Chiara Civello Siqueira | 3:16    |  |

| #AC – Faixas bônus da edição digital |                                                   |                      |                      |         |  |
| N.º                                  | Título                                            | Compositor(es)       | Produtor(es)         | Duração |  |
| 10.                                  | "Luz Acesa"                                       | A. Carolina Villeroy | A. Carolina Siqueira | 3:33    |  |
| 11.                                  | "Leveza de Valsa" (participação especial: Guinga) | A. Carolina Guinga   | A. Carolina          | 3:52    |  |

| #AC – Vídeos bônus da edição deluxe |                                                           |                     |              |         |  |
| N.º                                 | Título                                                    | Compositor(es)      | Diretor(es)  | Duração |  |
| 12.                                 | "Resposta da Rita" (participação especial: Chico Buarque) | A. Carolina Krieger | Ana Carolina | 2:24    |  |
| 13.                                 | "Combustível"                                             | A. Carolina Krieger | Ana Carolina | 3:44    |  |

| #AC – Reedição digital de 2014 |                                                                 |                                        |                                     |         |  |
| N.º                            | Título                                                          | Compositor(es)                         | Produtor(es)                        | Duração |  |
| 1.                             | "Pole Dance"                                                    | Ana Carolina Edu Krieger               | Ana Carolina Alê Siqueira           | 3:17    |  |
| 2.                             | "Esperta"                                                       | A. Carolina Chiara Civello Krieger     | A. Carolina Siqueira                | 2:13    |  |
| 3.                             | "Libido"                                                        | A. Carolina Krieger                    | A. Carolina Siqueira                | 3:19    |  |
| 4.                             | "Combustível"                                                   | A. Carolina Krieger                    | A. Carolina Siqueira                | 3:39    |  |
| 5.                             | "Resposta da Rita" (participação especial: Chico Buarque)       | A. Carolina Krieger                    | A. Carolina Siqueira                | 2:20    |  |
| 6.                             | "Pelo iPhone"                                                   | A. Carolina Antônio Villeroy           | A. Carolina Siqueira                | 3:27    |  |
| 7.                             | "Mais Forte"                                                    | A. Carolina Civello Tony Burgano       | A. Carolina Siqueira                | 3:18    |  |
| 8.                             | "Bang Bang 2"                                                   | A. Carolina R. Pitta                   | A. Carolina Siqueira                | 3:30    |  |
| 9.                             | "Canção Pra Ti"                                                 | A. Carolina Moreno Veloso Carlos Rennó | A. Carolina Siqueira                | 3:46    |  |
| 10.                            | "Un Sueño Bajo el Agua" (participação especial: Chiara Civello) | A. Carolina Civello                    | A. Carolina Chiara Civello Siqueira | 3:16    |  |
| 11.                            | "Luz Acesa"                                                     | A. Carolina Villeroy                   | A. Carolina Siqueira                | 3:33    |  |
| 12.                            | "Leveza de Valsa" (participação especial: Guinga)               | A. Carolina Guinga                     | A. Carolina                         | 3:52    |  |
| 13.                            | "Eu Sei que Vou Te Amar"                                        | Vinícius de Moraes Tom Jobim           | José Milton                         | 3:16    |  |

## Singles
- "Un Sueño Bajo el Agua" foi lançado como o primeiro single do álbum (que na época ainda estava em projeto), em dezembro de 2012. O videoclipe foi lançado no mesmo mês.[15]
- Durante um show em maio de 2013, a cantora confirmou que "Combustível" seria o segundo single do álbum.[16] A mesma canção foi incluída na trilha sonora da telenovela Amor à Vida.[17]
- "Resposta da Rita" foi lançada como terceiro single em 10 de setembro de 2013.
- Em 24 de janeiro, ela confirmou que "Libido" seria o quarto single do álbum e que o videoclipe estrearia no dia 27 daquele mesmo mês, sendo lançado no programa TVZ.[18]
- A regravação de "Eu Sei Que Vou Te Amar", de Tom Jobim foi usada como tema de abertura da telenovela Em Família e lançado como quinto single do disco.
- A cantora confirmou seu Facebook oficial que "Pole Dance" seria o sexto e último single do disco, e que teria um videoclipe a ser lançado em breve. A mesma música foi cantada na grande final do reality show The Voice Brasil[19][20] O clipe oficial da canção foi lançado no dia 8 de dezembro de 2014, sendo transmitido pela Rede Globo no programa Mais Você.

### Outras canções
- Originalmente "Leveza de Valsa" fez parte da trilha sonora do filme Meu País, lançado em 2011, sendo incluída posteriormente no álbum #AC.[21]
- Luz Acesa foi incluída na trilha sonora da telenovela Flor do Caribe.[22]

### Videoclipes
Todos os singles do disco menos a releitura de "Eu sei que vou te amar" tiveram videoclipes gravados. O primeiro foi o de "Un sueño bajo el agua", gravado na piscina da casa de Ana Carolina, no Rio de Janeiro, enquanto o álbum ainda estava sendo planejado. Já o segundo, "Leveza de Valsa", fora gravado na mesma cidade.
| Nome                                 | Lançamento             | Mídia                               |
| ------------------------------------ | ---------------------- | ----------------------------------- |
| Un Sueño Bajo el Agua                | Dezembro de 2012       | YouTube oficial da artista          |
| Leveza de Valsa                      | Abril de 2013          | YouTube oficial da artista          |
| Combustível                          | 10 de dezembro de 2013 | iTunes e YouTube oficial da artista |
| Resposta da Rita (Com Chico Buarque) | 10 de dezembro de 2013 | iTunes e YouTube oficial da artista |
| Libido                               | 27 de janeiro de 2014  |                                     |
| Pole Dance                           | 8 de dezembro de 2014  | YouTube oficial da artista          |

## Diferenças entre as versões
- Versão original de julho de 2013: 11 faixas inéditas mais a faixa bônus Libido.
- Versão digital de dezembro de 2013: 11 faixas inéditas mais dois videoclipes: Combustível e Resposta da Rita com Chico Buarque. Essa edição não possui a faixa Libido, uma vez que ela foi lançada apenas em formatos físicos.
- Versão física de fevereiro de 2014: 11 faixas inéditas, mais as faixas bônus Libido e Eu Sei Que Vou Te Amar.

## Prêmios e indicações
| Ano  | Prêmio                           | Nomeação     | Categoria                                    | Resultado |
| ---- | -------------------------------- | ------------ | -------------------------------------------- | --------- |
| 2013 | Prêmio Contigo! MPB FM de Música | Ana Carolina | Melhor Cantora                               | Venceu    |
| 2013 | Prêmio Contigo! MPB FM de Música | Combustível  | Melhor Música                                | Venceu    |
| 2013 | Prêmio Contigo! MPB FM de Música | Ana Carolina | Melhor Cantora                               | Venceu    |
| 2013 | Prêmio Contigo! MPB FM de Música | #AC          | Melhor Álbum Pop                             | Indicação |
| 2014 | Grammy Latino                    | Ana Carolina | Melhor Álbum de Pop Contemporâneo Brasileiro | Indicação |

## Histórico de lançamento
| Região | Data                    | Versão                 | Formato(s)           | Gravadora |
| ------ | ----------------------- | ---------------------- | -------------------- | --------- |
| Brasil | 25 de fevereiro de 2013 | Padrão com faixa bônus | download digital     | Armazém   |
| Brasil | Julho de 2013           | Padrão com faixa bônus | CD                   | Armazém   |
| Brasil | 10 de dezembro de 2013  | Deluxe                 | CD, download digital | Armazém   |
| Brasil | 25 de fevereiro de 2014 | Reedição               | CD, download digital | Armazém   |